# Wanted Posse
Wanted Posse est un collectif français de danse hip-hop fondé au début des années 1990.

## Présentation
Le Wanted Posse est une référence dans le milieu du hip-hop. Participant à de nombreuses compétitions internationales, le collectif (au complet ou par ses membres) a remporté à multiples reprises le titre de champion du monde.
Célèbre pour son inventivité scénique et sa technicité, le collectif a « décloisonné les codes » du hip-hop en « valorisant l'aspect chorégraphique et la personnalité des danseurs ».  Il a participé à populariser non seulement le hip-hop new style mais également la house danse.
En 2001, Wanted posse est sacré meilleur groupe de l'année au théâtre de l'Empire à Paris. Puis, le groupe est proclamé champion de France et enfin sacré champion du monde en 2001 à Brunswick en Allemagne.
Avec leur devise « l'individualité au service du groupe »[réf. nécessaire], les membres interviennent dans divers projets, comme des comédies musicales (Les Dix Commandements, Roméo et Juliette, mais aussi aux Folies Bergère). Ils travaillent avec plusieurs chorégraphes reconnus (Kamel Ouali, Redha, Blanca Li) et artistes (Madonna, Rohff, Robbie Williams, Akhenaton, Kery James, Sheryfa Luna).
Ils sont présents dans les théâtres et scènes nationales et tournent à travers le monde avec leurs propres créations, Badmoov, Trance et plus récemment Racine. En 2009, ils participent aux Rencontres du Parc de la Villette, Breakin' Convention à Londres, Juste pour rire. Ils se produisent dans le monde entier : Canada, Japon, Australie, Nigeria, Afrique du Sud.

## Historique du groupe

### Années 1990
Le Wanted posse est fondé en 1990 à Torcy par Amada Bahassanne (Badson). Le collectif est alors constitué de Hagbé Djaguy dit « Hagson », Youssouf Camara dit « Buck », Lumengo Hugo dit « Yugson », Olivier Awounou dit « Saddam », et Ibara Yoka dit « Yoka ».
En 1994, Ibara Yoka et Olivier Awounou (Saddamson) rejoint la formation qui prend officiellement le nom de Wanted Posse.
L'aventure continue par la suite avec trois jeunes danseurs Ousmane Sy (Babson), ancien footballeur qui était à l'école avec Amada Bahassanne devient le metteur en scène du groupe, et les frères Kim et Ndedi Ma Sellu (Kimson et Dedson Killa). Kim et Yoka Ibara ont fréquenté la même école de 1995 à 1999. En 1997, le Wanted Posse s'agrandit avec Jean Mathieux (Jamson), Serge Meang (Meason), Abdouraman Diarra (Mamson), et Abdou Ndiaye (Abson). En 1998, Yaman Okur (Yamson) de Cergy rejoint la troupe. C'est ensuite au tour de Rem Soria (Babyson), Ibrahim N'Joya (Joyson), Fabrice Ganot et Vanessa de s'unir à la formation.

### Années 2000
En 2000, le crew accueille Cham (Végéta), Oumar Sy (Barou) et Khadija kane (radiason).
En 2001, le groupe accueille Junior qui remporte en solo l'émission de M6 Incroyable Talent en 2007.
En 2001, la victoire du Battle Of The Year en Allemagne ne fait que confirmer l'originalité et la force du collectif de Torcy,.
Les membres de Wanted Posse ont participé aux spectacles Macadam Macadam, Defi de Blanca Li et des comédies musicales à succès, comme Les Dix Commandements, Roméo et Juliette et Les Folies Bergère.

### Années 2010
En 2013, le groupe se présente à Incroyable talent permettant ainsi un rayonnement à un public plus large.

## Filmographie
- Wanted Posse, la vidéo officielle, réalisé par Mehdi Idir, TF1 vidéo, 2004